# Колпак из аула Коротах

Колпак из аула Коротах. Национальный музей Чеченской Республики.

Колпак из аула Коротах — средневековый головной убор с изображением Иисуса Христа в окружении двух ангелов. Найден в Чечне на границе с Грузией в 1977 году в башенном склепе высокогорного аула Коротах (Малхиста), датируется 1430—1480 годами.

## История
Головной убор с изображением сюжета из евангеля был обнаружен во время изучения средневекового склепа аула Коротах горной области Малхиста (Итум-Калинский район). С 2016 года хранится в национальном музее Чеченской Республики. Предмет был введен в научный оборот в 1977 году археологом Р. А. Даудовой и несколько раз упоминался в научных публикациях позже. Головной убор сшит из итальянской ткани, и, согласно радиоуглеродному датированию, изготовлен в промежутке 1430—1480 годов.
Сама шапка, была сшита из бархата темно-вишневого цвета с орнаментом вытканным золотыми нитями, такие ткани изготавливали в итальянских ткацких центрах в XV — середине XVI века. На макушке колпака присутствует надпись сделанная старогрузинским текстом асомтаврули. Надпись гласит в переводе «Упокой его человеческую душу, Боже Аминь».

## Статья в журнале «Археология»
Эрик Пауэлл в журнале Института археологии США «Археология» упоминает данный колпак ссылаясь на З. В. Доде, коротахская находка представлена как предмет из монгольского захоронения (Mongol burials), изъятый ранее из русских церквей (Russian churches). Носителем головного убора был назван монгольский воин, который, надев на битву перевернутый христианский мотив, возможно думал что нейтрализует эту угрозу.
В данной публикации искажена информация, при освещении археологической находки в международных ресурсах в которых игнорируется не только происхождение находки, но и упоминание конкретного региона, где предмет был обнаружен.